# شيكاغو 10 (فلم)
شيكاغو 10  هو فيلم وثائقي أمريكي لعام 2007 من تأليف وإخراج بريت مورجن يروي قصة شيكاغو الثامن. يعرض الفيلم أصوات هانك أزاريا ، ديلان بيكر ، نيك نولت ، مارك روفالو ، روي شيدر ، ليف شريبر ، جيمس أوربانياك ، وجيفري رايت في إعادة إحياء الرسوم المتحركة للتجربة بناءً على النصوص وإعادة اكتشاف التسجيلات الصوتية. يحتوي أيضًا على لقطات أرشيفية لأبي هوفمان وديفيد ديلنجر وويليام كونستلر وجيري روبن وبوبي سيل وتوم هايدن وليونارد وينجلاس ، والاحتجاج وأعمال الشغب نفسها. العنوان مأخوذ من مقتبس من روبين ، الذي قال: "أي شخص يدعونا إلى شيكاغو سيفين هو عنصري. لأنك تشوه سمعة بوبي سيل. يمكنك الاتصال بنا على شيكاغو ثايت ، لكننا في الحقيقة عشرة من شيكاغو ، لأن محامينا ذهبوا معنا. "

## الحبكة
في عام 1968 ، اجتمعت مجموعة من المتظاهرين للاحتجاج على حرب فيتنام حيث أدت أفعالهم إلى اعتقالهم ومحاكمتهم.

## طاقم العمل
- هانك أزاريا ك آبي هوفمان وألين جينسبرج
- ديلان بيكر ك ديفيد ديلنجر وديفيد ستال
- نيك نولتي ك توماس فوران
- مارك روفالو ك جيري روبن
- روي شيدر كقاضي يوليوس هوفمان
- ليف شرايبر ك وليام كونستلر
- جيمس أوربانياك ك ريني ديفيز وريتشارد شولتز
- جيفري رايت باسم بوبي سيل
- ديبرا آيزنشتات بدور ماري إيل دال ونادلة
- بصفته روبرت بيرسون / آرثر أزنافوريان / ضابط شرطة
- ليونارد وينجلاس
- كاثرين كورتين بدور باربرا كالندر
- تشاك مونتجمري كـ لي وينر
- ديف قارب نورمان ميلر ، المارشال # 1
- إيمي ريان أنيتا هوفمان [2][3]

## انظر ايضآ
- النسخه التجربية شيكاغو 8 (1987 film)
- Steal This Movie! (2000 film)
- William Kunstler: Disturbing the Universe (2009 documentary)
- The Chicago 8 (2011 film)
- The Trial of the Chicago 7 (2020 film)

1. ↑  Chicago 10 في موقع بوكس أوفيس موجو.
2. ↑  Hawkins، John (18 أغسطس 2019)، Chicago 10  (2007)، مؤرشف من الأصل في 2022-08-05، اطلع عليه بتاريخ 2022-08-05
3. ↑  Chicago 10 (2007) (بالإنجليزية), Archived from the original on 2022-08-05, Retrieved 2022-08-05